# Euptoieta meridiania
Euptoieta meridiania är en fjärilsart som beskrevs av Hans Ferdinand Emil Julius Stichel 1938. Euptoieta meridiania ingår i släktet Euptoieta och familjen praktfjärilar. Inga underarter finns listade i Catalogue of Life.